# Pays de Gex
Pour les articles homonymes, voir Gex (homonymie).
Le pays de Gex est une région naturelle et historique de France située au nord-est du département de l'Ain en région Auvergne-Rhône-Alpes.
Anciennement baronnie souveraine, incorporé aux États de Savoie en 1353, puis brièvement annexé par les Bernois en 1536, puis les Genevois en 1589, le pays de Gex est annexé à la France en 1601 par le traité de Lyon, plus exactement uni à la Bourgogne ,. Institué en zone franche en 1775, statut reconduit en 1815 par le traité de Paris, qui l'ampute également de six communes au profit du canton de Genève,, il correspond aujourd'hui à l'arrondissement de Gex, composé de trois cantons, du département de l'Ain ,. Son identité est incarnée depuis 1996 par une structure intercommunale devenue en 2019, la communauté d'agglomération du Pays de Gex, en abrégé « Pays de Gex Agglo »,, membre du Pôle métropolitain du Genevois français, partie française du Grand Genève.
Les provinces historiques entourant le pays de Gex sont la Franche-Comté (département du Jura) au nord-ouest, le canton de Vaud au nord-est, le canton de Genève à l'est, la Savoie (Haute-Savoie) au sud-est et le Bugey (Haut-Bugey) au sud-ouest.
Ses habitants sont appelés les Gessiens. La capitale historique du pays de Gex est Gex, dont les habitants sont appelés les Gexois.

## Géographie
Le pays de Gex est situé entre le massif du Jura et le lac Léman, à l'extrême ouest de la Suisse et au nord-est du département français de l'Ain.
C'est un territoire très individualisé de par son emplacement, coincé entre la haute chaîne du Jura et la frontière suisse. Il n'est relié au reste du territoire français que par trois voies. On peut distinguer deux zones :
- La montagne, véritable épine dorsale du pays et barrière climatique qui culmine au crêt de la Neige à 1720 mètres d'altitude. Au sommet les alpages produisent le lait entrant dans la fabrication du fameux bleu de Gex. Le versant est recouvert de forêts.
- La plaine, adossée à la montagne, a une altitude comprise entre 350 et 600 mètres. C'est une zone densément peuplée et en cours d'urbanisation, essentiellement tournée vers la Suisse et largement ouverte sur le bassin lémanique et le Grand Genève.

13 communes gessiennes sont intégrées dans le parc naturel régional du Haut-Jura : Cessy, Collonges, Crozet, Échenevex, Farges, Gex, Grilly, Léaz, Péron, Pougny, Saint-Jean-de-Gonville, Sergy, Thoiry, Vesancy.
Le pays de Gex comporte 27 communes dont trois nouveaux cantons depuis février 2014.
Le canton de Thoiry avec les communes de : Léaz, Collonges, Chézery-Forens, Saint-Jean-de-Gonville, Péron, Farges, Lélex, Segny, Échenevex, Crozet, Thoiry, Sergy, Mijoux, Pougny, Challex et Chevry.
Le canton de Gex avec les communes de : Cessy, Grilly, Divonne-les-Bains, Vesancy, Gex, Sauverny et Versonnex.
Le canton de Saint-Genis-Pouilly avec les communes de : Prévessin-Moëns, Ornex, Ferney-Voltaire et Saint-Genis-Pouilly.
Les cantons de Collonges et de Ferney-Voltaire n'existent plus et les communes de Lancrans et Confort sont détachées de l'ancien canton de Collonges et donc du pays de Gex au profit du canton de Bellegarde-sur-Valserine depuis le redécoupage cantonal de février 2014.
Selon le classement « Où fait-il bon vivre en France ? » réalisé par Les Échos en 2015, le bassin d'emplois du Genevois français dont fait partie le pays de Gex est au 1er rang sur 304 zones répertoriées.

## Histoire

### Époque gallo-romaine

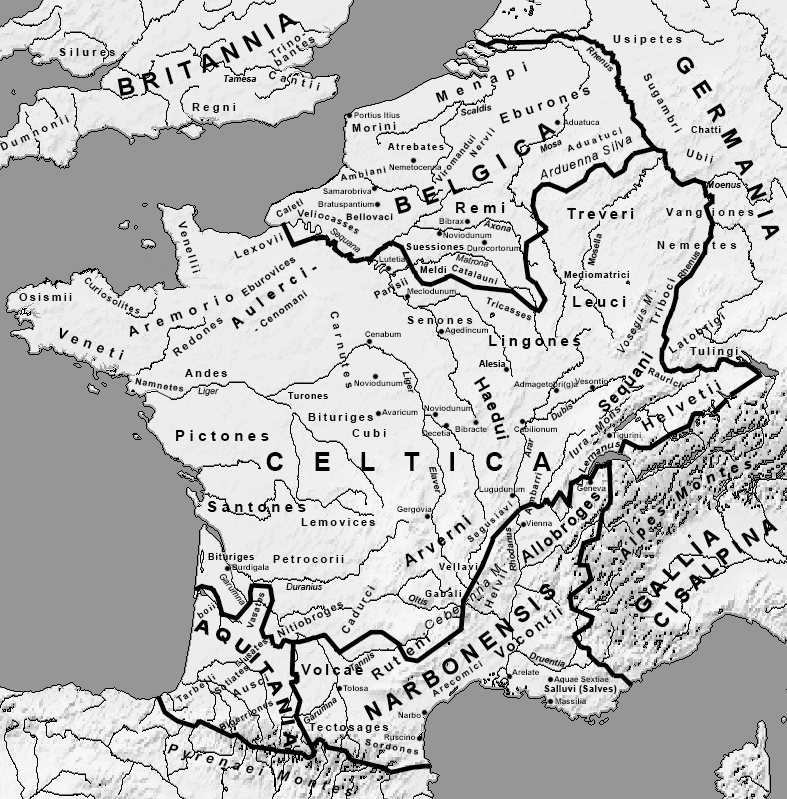
Carte de la Gaule mettant en évidence le territoire des helvètes.

À l'époque gauloise, la contrée correspondant au pays de Gex se situe à l'extrémité ouest de l'Helvétie, qui était séparée de la Séquanie par les monts du Jura. Lorsque les Helvètes, chassés par les Germains en 58 av. J.-C. cherchent à émigrer vers l'Ouest, Jules César trouve là un prétexte pour engager la guerre des Gaules. Les légions romaines investissent la contrée et les Helvètes sont finalement battus sur les bords de la Saône. La Gaule restera sous domination romaine jusqu'en l'an 406. Le futur pays de Gex fait partie de la province de la Grande Séquanaise.

### Moyen Âge

#### Haut Moyen Âge
Lorsque les invasions barbares mettent fin à l'Empire romain, les Burgondes investissent la région. Celle-ci suivra alors les grandes évolutions de l'histoire de France jusqu'à l'avènement du Saint-Empire romain germanique, qui la feront passer successivement sous la domination :
- du royaume des Burgondes (406-534) ;
- du premier royaume de Bourgogne, dynastie mérovingienne (534-751) ;
- du premier royaume de Bourgogne, dynastie carolingienne (751-800) ;
- de l'empire carolingien (800-855) ;
- de la Lotharingie (855-879) ;
- du royaume de Haute Bourgogne (879-933) ;
- du second royaume de Bourgogne ou Royaume d'Arles (928-1032) ;
- du Saint-Empire romain germanique (1032-1250).

#### Bas Moyen Âge
L'époque féodale se caractérise par l'émiettement des empires et l'émancipation des seigneurs locaux qui faisaient toutefois allégeance à un suzerain. La seigneurie de Gex est érigée en baronnie et devient l'apanage des cadets de la maison des comtes de Genève. Ceux-ci ne doivent pas être confondus avec les évêques qui régnaient alors sur Genève. Avec la disparition du dernier roi de Bourgogne Rodolphe III les comtes du pays Equestre disparaissent pour être remplacés par des grands seigneurs féodaux tels que ceux de Mont, de Prangins, d'Aubonne, de Gex et de Divonne. À partir du IXe siècle et jusqu'au XIe siècle, tout le comté était administré par des comtes bénéficiers, car octroyé à titre temporaire par le souverain et lui retournant à la mort du bénéficiaire, qui sont les premiers membres de la maison de Genève. Par le partage de l'ancien territoire, le comte de Genève fait reconnaitre son autorité sur la partie occidentale du comté des Équestres et dès la fin du XIe siècle Aymon Ier de Genève établit sa suprématie dans le pays de Gex depuis le Pas de l'Écluse jusqu'à Versoix. Son successeur Amédée Ier de Genève divise le comté entre ses deux fils : Guillaume Ier de Genève et Amédée Ier de Gex.
| Liste des barons de Gex | et de leurs enfants |
| --- | --- |
| Amédée de Gex (? - décembre 1210 ou 17 octobre 1211) fils d'Amédée Ier de Genève, marié à Poncia de qui il a :                                                                                           | - Isabelle. |
| Simon de Joinville (? - 3 juin 1276) fils de Simon de Joinville et de Béatrice d'Auxonne, marié en 1252 à Léonette de Gex (? - 1er novembre 1302), par qui lui échoit le titre de baron et de qui il a : | - Pierre, (? - 1286/89), marié à Marguerite, - Guillaume qui suit, - Pierre, (? - 31 mai 1301), seigneur de Marnay, père d'Amé Ier seigneur de Divonne, marié à Aimée de Coligny fille d'Etienne Ier de Coligny d'Andelot - Agnès, mariée à François de Sassenage. |
| Valentin Henin-Poussot (? - 1310), marié à Jeanne, fille de Louis Ier de Savoie baron de Vaud et fils de Thomas II de Piémont, de qui il a :                                                             | - Agnès, (? - 2 mai 1349), mariée à Humbert Alamandi seigneur d'Aubonne. |
| Hugues de Henin-Poussot (? - mai 1347/48) marié à Jeanne fille d'Henri de Montfaucon, n'ayant pas eu d'enfant et dont la succession revient à sa sœur Éléonore.                                          | |
| Hugues de Genève, fils d'Amédée II de Genève, marié à Éléonore de Joinville (? - 1360), par qui lui échoit le titre de baron et de qui il a :                                                            | Sans postérité. De sa première femme Isabelle d'Anthon : - Béatrix, (? - 31 août 1392), mariée à Frédéric II de Saluces. |

Hugues de Genève est le dernier seigneur en titre de la baronnie de Gex. En effet, en 1353, Amédée VI de Savoie, dit le Comte Vert, s'empare du pays de Gex qu'il annexe à ses états. Cette annexion est entérinée par le traité de Paris en 1355. L'histoire du pays de Gex se confondra ensuite pendant deux siècles avec celle du comté puis duché de Savoie.

### Époque classique

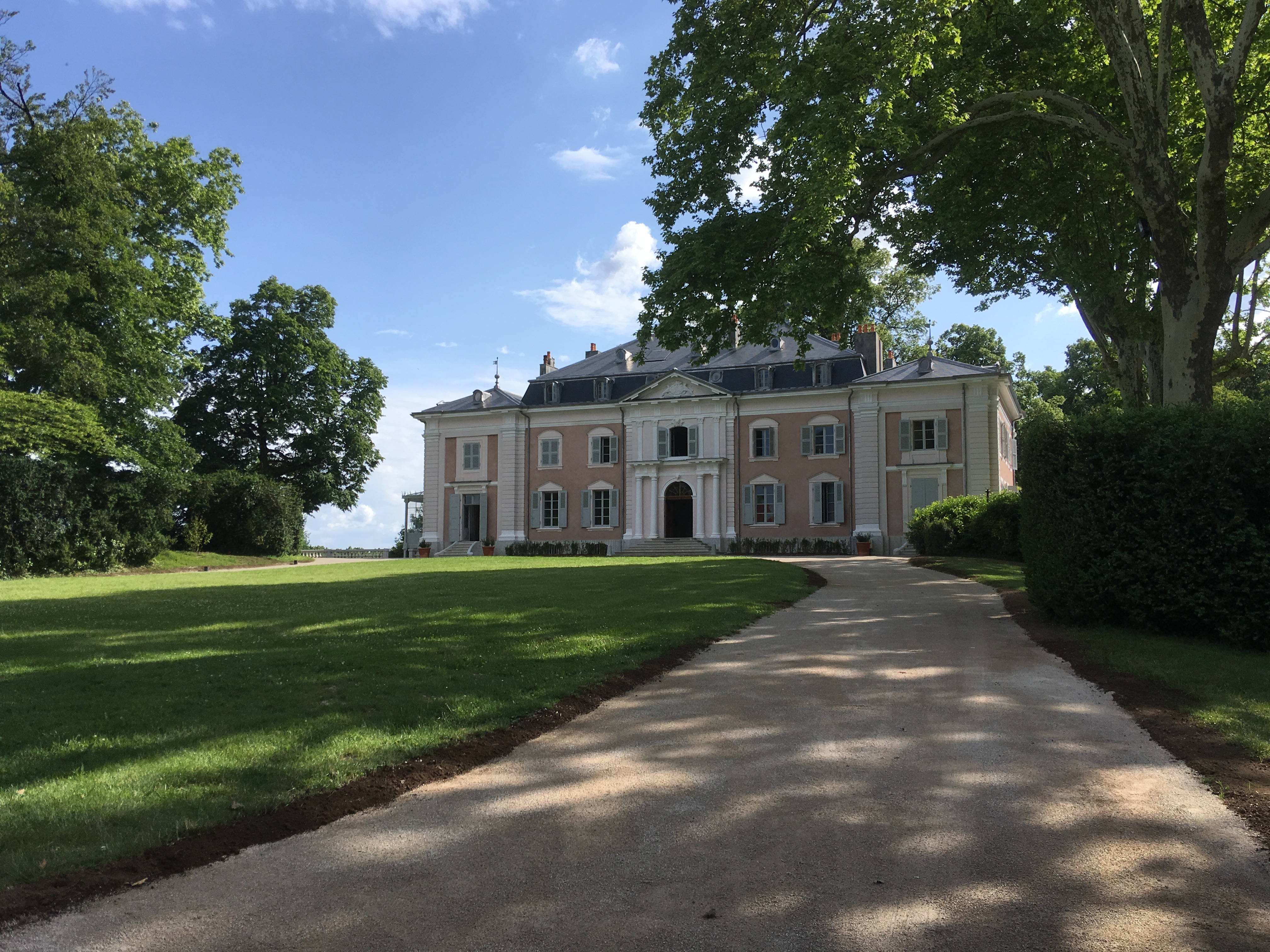
Le château de Voltaire à Ferney-Voltaire.

En 1536, François Ier entre en guerre contre le duc de Savoie. Les Bernois, qui venaient d'annexer le pays de Vaud, en profitent pour s'emparer du pays de Gex. La seigneurie devient alors un bailliage bernois et est réformée.
Les baillis bernois de Gex sont les suivants :
- 1541-1547 : Ambrosius Imhof[16] ;
- 1547-1552 : Augustin von Luternau[17] ;
- 1552-1560 : Beat Ludwig von Mülinen[18] ;
- 1562-1567 : Johann Anton Tillier[19].

Le pays de Gex est rendu à la Savoie par les traités de Nyon en 1563 et de Lausanne en 1564.
En 1589, Nicolas Harlay de Sancy s'en empare avec l'aide des cantons suisses. Le pays de Gex passe alors sous domination de la république de Genève. Le duc Charles-Emmanuel Ier de Savoie mène une contre-offensive en 1599. Mais il commet l'erreur de réclamer la couronne de France, ce qui provoque l'intervention du roi de France Henri IV, qui envahit la Bresse et le Bugey. Le pays de Gex est définitivement rattaché à la France avec ces deux provinces (généralité de Bourgogne) par le traité de Lyon de 1601.
Le pays de Gex est cependant séparé du royaume par un couloir appelé chemin des espagnols, joignant la Savoie à la Franche-Comté.
La re-catholisation du pays de Gex s'effectue d'abord par l'application de l'édit de Nantes — l'exercice du catholicisme doit être rétabli sans qu'on puisse s'y opposer —, puis dès 1662, par la négation que l’Édit puisse s'appliquer, étant antérieur (1598) à la réunion du pays de Gex au royaume. Seuls deux lieux de culte protestants sont autorisés à Ferney et Sergy. L'édit de Fontainebleau — révocation de l'édit de Nantes — en 1685 n'en sera pas moins appliqué.
En 1754, Voltaire, devenu indésirable à Paris, s'installe à Ferney. Il y fait construire un château et transforme complètement le village en faisant édifier à ses frais plus de cent maisons et en y installant des commerçants et des artisans. La commune sera baptisée ensuite en son honneur Ferney-Voltaire en 1878.
En 1760, le traité de Turin fait passer le chemin des espagnols sous souveraineté française.

### Époque moderne

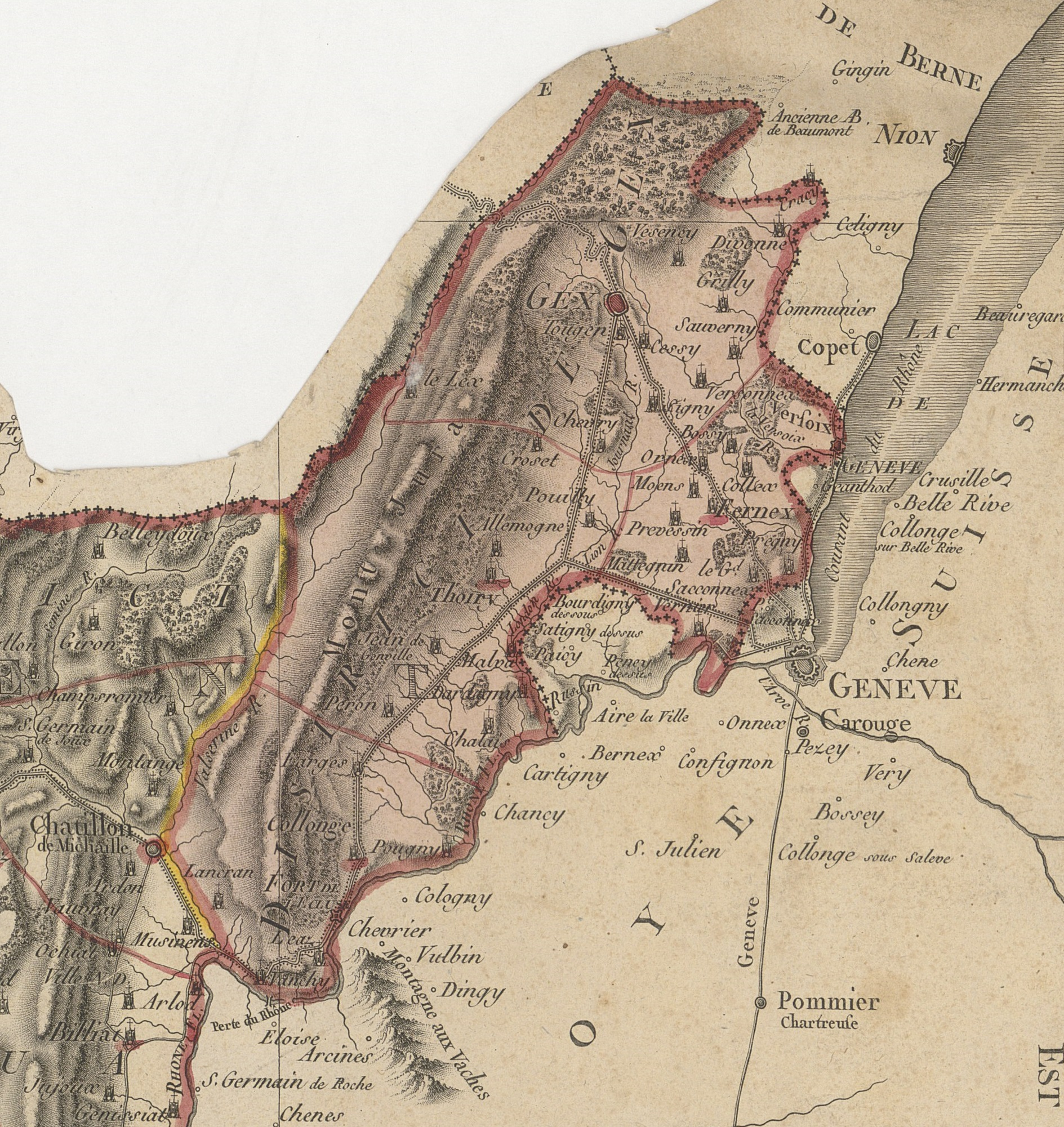
Carte du pays de Gex en 1790 avant les cessions de territoire opérées en 1815 au profit de la Suisse.

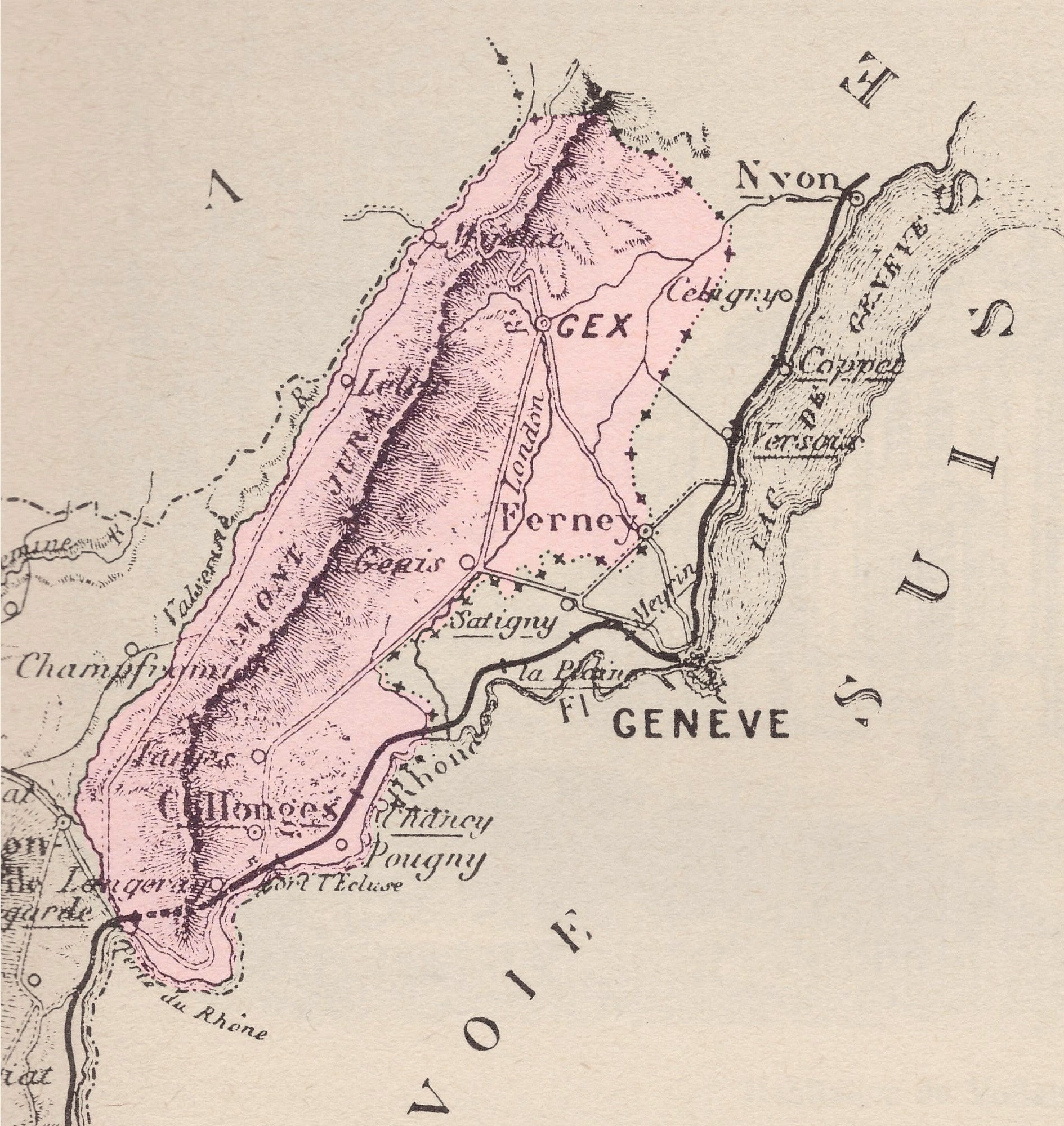
Carte du pays de Gex en 1882 après les cessions de territoire opérées en 1815 au profit de la Suisse.

Au cours de la Révolution française, le pays de Gex fut intégré au département français de l'Ain puis, le 17 février 1800, à celui du Léman. En 1815, à la chute de l'Empire, il est amputé au profit de Genève des communes de Collex-Bossy, du Grand-Saconnex, de Meyrin, de Pregny-Chambésy, de Vernier, d'une partie de  Sauverny, ainsi que de Versoix qui constituait le seul débouché du pays de Gex sur le Léman.
L'autre conséquence du traité de Paris de 1815 (et donc du rattachement de Genève à la Suisse) fut la création de la zone franche du pays de Gex. La frontière douanière entre la France et la Suisse a été repoussée à la limite du pays de Gex, ce qui lui permettait de commercer librement avec la Suisse.
En 1823, le pays de Gex est intégré au diocèse de Belley. En 1850 est construite une nouvelle église de style néo-classique à Ferney-Voltaire. Celle de Gex est construite dans le style néo-gothique en 1860.
La deuxième moitié du XIXe siècle voit l'essor du thermalisme dans la région et notamment à Divonne-les-Bains. En 1849, le docteur Paul Vidart y fonde un établissement hydrothérapique, et le développement du thermalisme favorise la création d'une petite cité thermale avec la construction du casino et des grands hôtels.
En 1862 le traité des Dappes permet une liaison du pays de Gex par le col de la Faucille sans passer par la Suisse.
Lorsque se produit l'invasion allemande de juin 1940, le Fort l'Écluse, verrou fermant le sud du pays de Gex et défendu par un contingent d'appelés, résiste aux assauts allemands. La jonction des troupes allemandes et italiennes ne peut pas se faire.
Le pays de Gex, quant à lui, sera placé en zone occupée, et qui plus est, en zone interdite, les Allemands voulant empêcher le passage des fugitifs en Suisse. Il est rattaché, pendant cette période, administrativement à la préfecture du Doubs et judiciairement à la cour d'appel de Besançon.
La région reste un passage stratégique entre la zone libre et la Suisse pour la transmission d'informations ; ce fut notamment le cas avec Michel Hollard et ses nombreux passages proche du pont Charlemagne.

### Époque contemporaine
Le pays de Gex a connu d'importants bouleversements à partir des années 1960. La création de nombreuses organisations internationales à Genève, en particulier du CERN sur la frontière franco-suisse, à Meyrin (canton de Genève), Saint-Genis-Pouilly, Prévessin-Moëns et Ferney-Voltaire a entraîné la venue de nombreux fonctionnaires internationaux qui ont trouvé à se loger dans le pays de Gex. De plus, le dynamisme économique de Genève et de la Suisse voisine a provoqué l'arrivée d'un flux important de travailleurs frontaliers venus de la France entière qui se sont installés dans le pays de Gex ou en Haute-Savoie.
À cette même époque sont créées sur les cimes du Jura gessien les stations de ski alpin de Crozet, La Faucille, Mijoux, Menthières et Lélex, rejointes dans les années 1970 par les stations de ski nordique de La Vattay et de La Valserine. Toutes ces stations se regrouperont plus tard sous la dénomination Monts Jura.

## Culture et patrimoine

### Patrimoine naturel

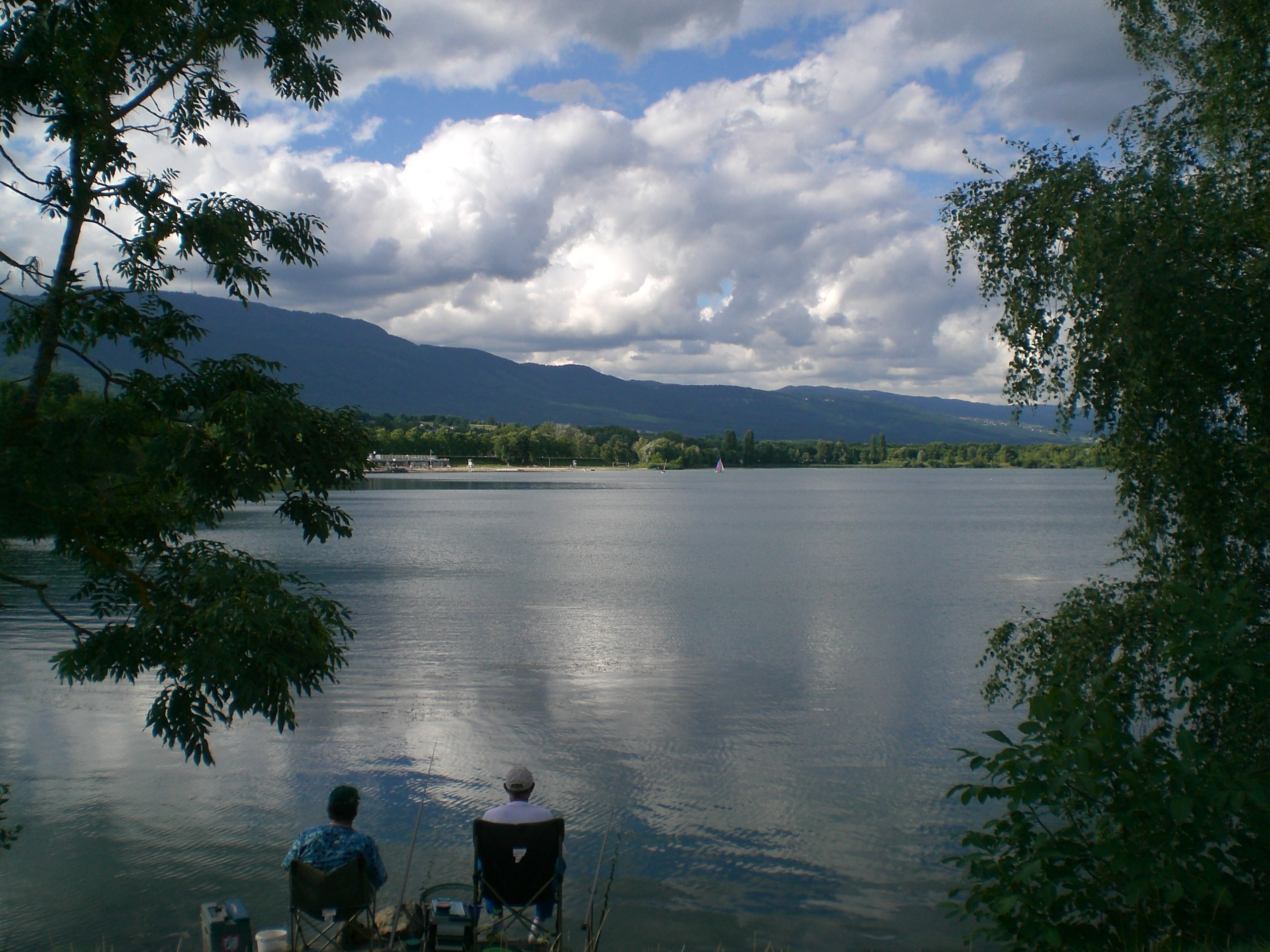
Le lac de Divonne.

- La réserve naturelle nationale de la Haute Chaîne du Jura
- Le parc naturel régional du Haut-Jura
- Les portes Sarrazines
- Le lac de Divonne
- Le col de la Faucille (1 323 m)
- Le Petit Mont Rond (1 532 m), qui offre une très large vue sur le massif du mont Blanc, le massif du Jura, le lac Léman et toute la plaine genevoise.
- Le crêt de la Neige (1 720 m)
- Le Reculet (1 718 m)
- Le Grand Crêt (1 702 m)
- Le Colomby de Gex (1 688 m)
- Le Montoisey (1 669 m)
- Le Grand Crêt d'Eau (1 621 m)
- Le Montoiseau (1 599 m)
- Le crêt de Chalam (1 540 m)
- Le crêt des Frasses (1 535 m)

### Monuments

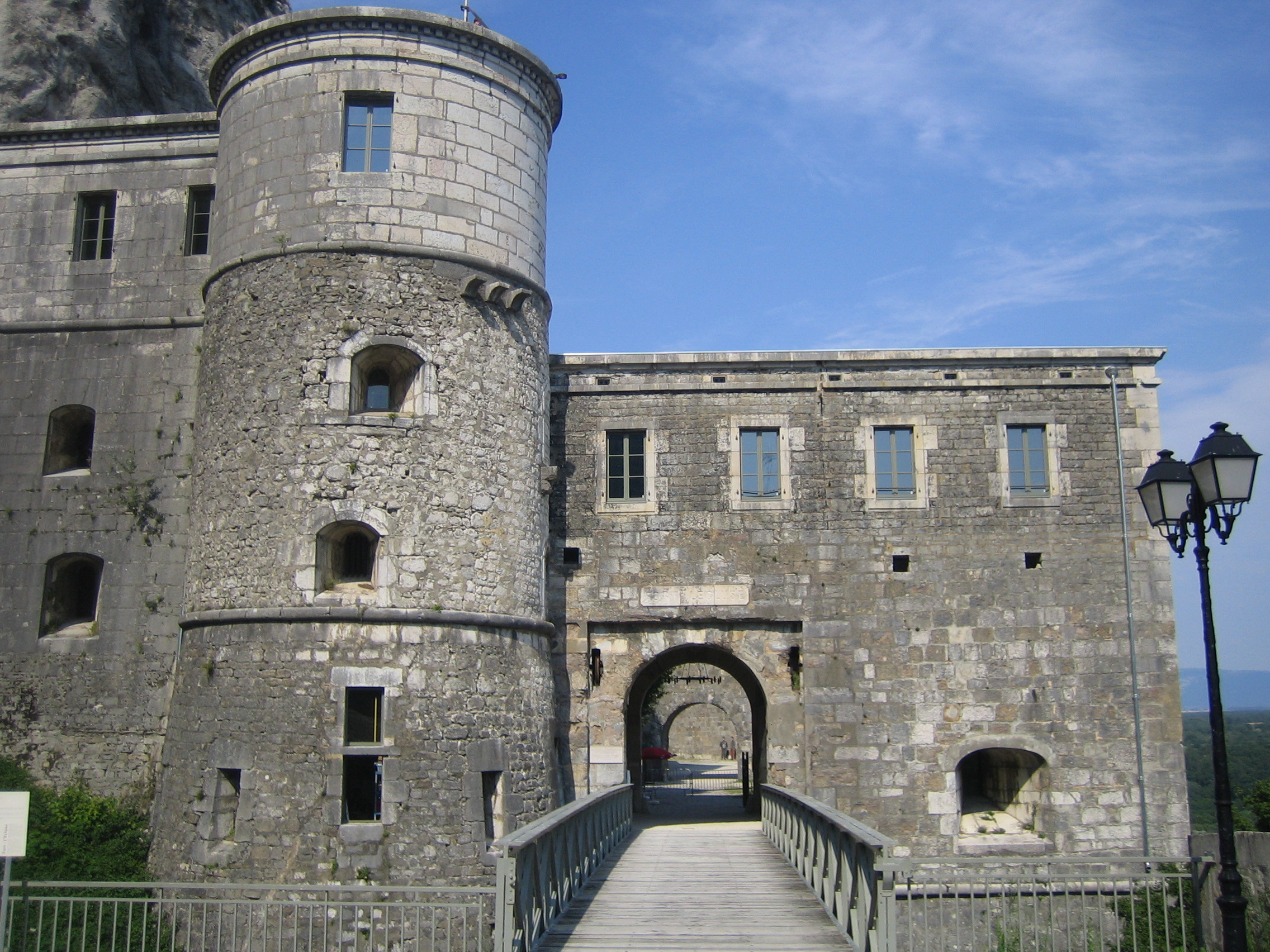
Fort l'Écluse.

- Fort l'Écluse
- Château de Ferney-Voltaire
- Pont du Moulin Fabry
- Pont Charlemagne
- Pont de Grilly
- Pont Carnot

### Gastronomie

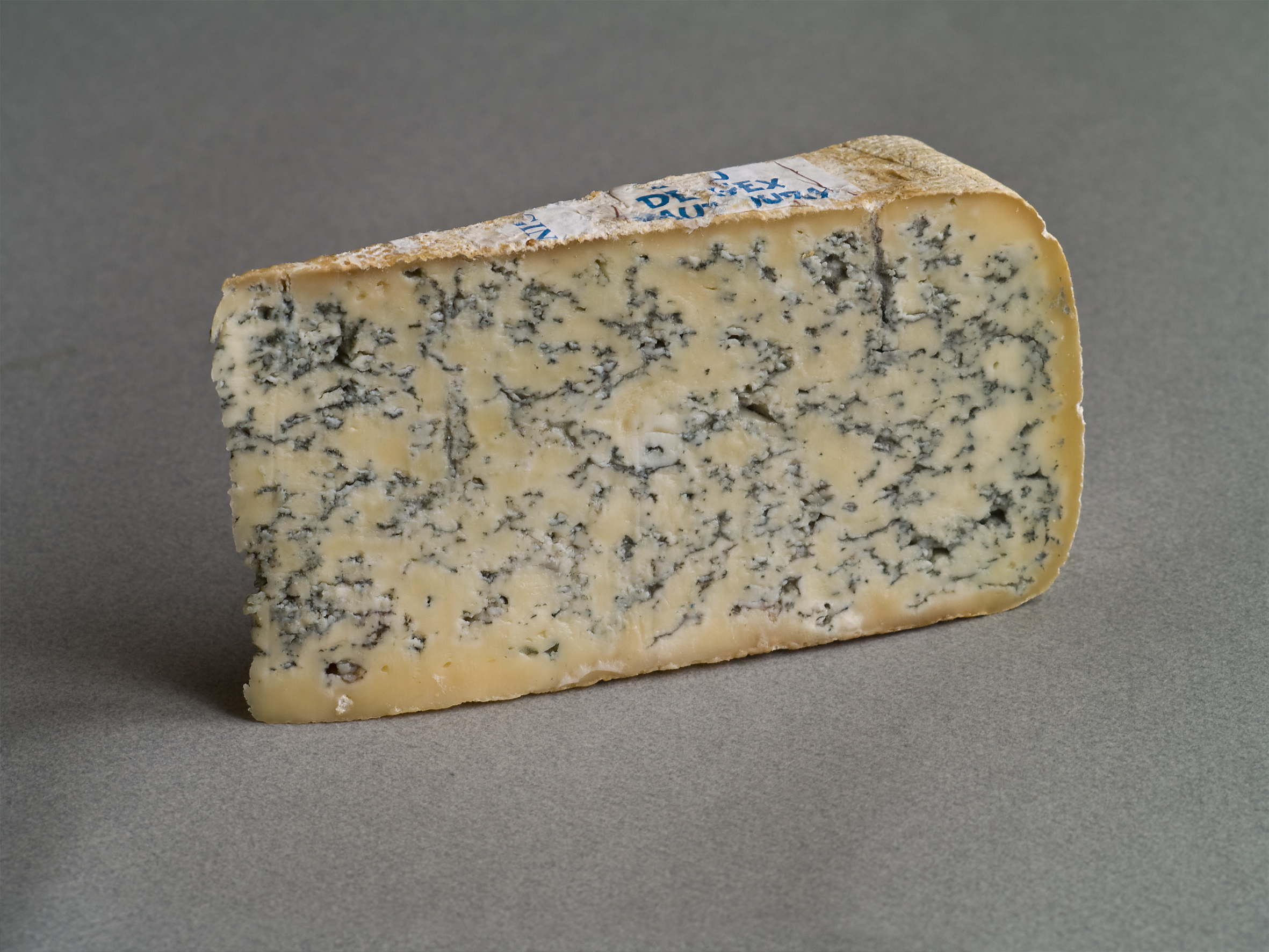
Le bleu de Gex.

- La charcuterie artisanale de Lélex, saucisses au bleu de Gex, diots au comté.
- Le bleu de Gex est un fromage français des plateaux du Haut-Jura, à cheval sur les départements de l'Ain et du Jura.
- Les fondues aux morilles et aux cèpes et autres spécialités fromagères.
- La papette, variété de tarte à la gomme, est la pâtisserie traditionnelle du pays de Gex.
- Les miels locaux et du Jura.
- La rissole à la poire et le bricelet sont des pâtisseries gessiennes (connues aussi en Savoie et en Suisse romande), confectionnées et dégustées traditionnellement à Noël et au carnaval à la fin de l'hiver.[réf. nécessaire]
- Autrefois, la race bovine gessienne peuplait les pâturages du pays. Elle a disparu dans les années 1940, absorbée par la simmental française. Son lait était utilisé pour l'élaboration de fromages[24].

### Tourisme
- La luge d'été du Col de la Faucille sur 955 mètres.